# 걸치기 (바둑)
걸치기 또는 걸침은 바둑에서 상대방의 포석을 견제(방해)하기 위해 두는 수이다. 상대방의 바둑돌과 너무 멀어지면 걸침이 아니다.